# Колоколов, Всеволод Сергеевич
Всеволод Сергеевич Колоколов (16 [28] февраля 1896, Кашгар — 18 января 1979, Ленинград) — советский китаист, кандидат филологических наук, профессор (23 ноября 1935 года). Сын С. А. Колоколова, генерального консула Российской империи в Кашгаре, Фучжоу и Мукдене.

## Биография
Родился в семье дипломата. В 1913 году закончил китайскую среднюю школу в Мукдене, в 1917 году — ускоренный курс школы прапорщиков, в 1920—1922 годах учился на восточном отделении Военной академии РККА.
В августе — ноябре 1917 года служил в запасном полку в Твери, воевал на фронте 1-й мировой войны под Двинском. В 1917—1918 годах — секретарь волостного совета рабочих, солдатских и крестьянских депутатов в Тверской губернии. С 1918 года в РККА: в 1918—1920 годах служил в Твери в 4-м стрелковом полку Московского военного округа. Избирался членом культурно-просветительской комиссии полка и депутатом городского совета.
Преподавал китайский язык на Восточном факультете Военной академии РККА имени М. В. Фрунзе, в Московском институте востоковедения, Институте красной профессуры. Являлся научным сотрудником Коммунистического университета трудящихся Китая и Университета имени Сунь Ятсена. В 1940—1943 годах — начальник кафедры китайского языка Высшей специальной (разведывательной) школы.
Участвовал в Советско-японской войне.
После Войны — преподаватель и научный сотрудник военных учебных заведений, в том числе Военно-дипломатической академии, а также МГУ и Института востоковедения АН СССР.
В последние годы жизни сосредоточил свои усилия на изучении японского языка, занимался техническими переводами во Всесоюзном научно-исследовательском институте абразивов и шлифования.

## Основные работы
- Китай. Страна, население и история. — М., 1924.
- Краткий китайско-русский лексикон. — М., 1927.
- Фонетика китайского языка. — М., 1933.